# Boana albopunctata
Boana albopunctata é uma espécie de anfíbio da família Hylidae. Pode ser encontrada na Bolívia, Paraguai, Brasil, Argentina e Uruguai.